# Regenwoud

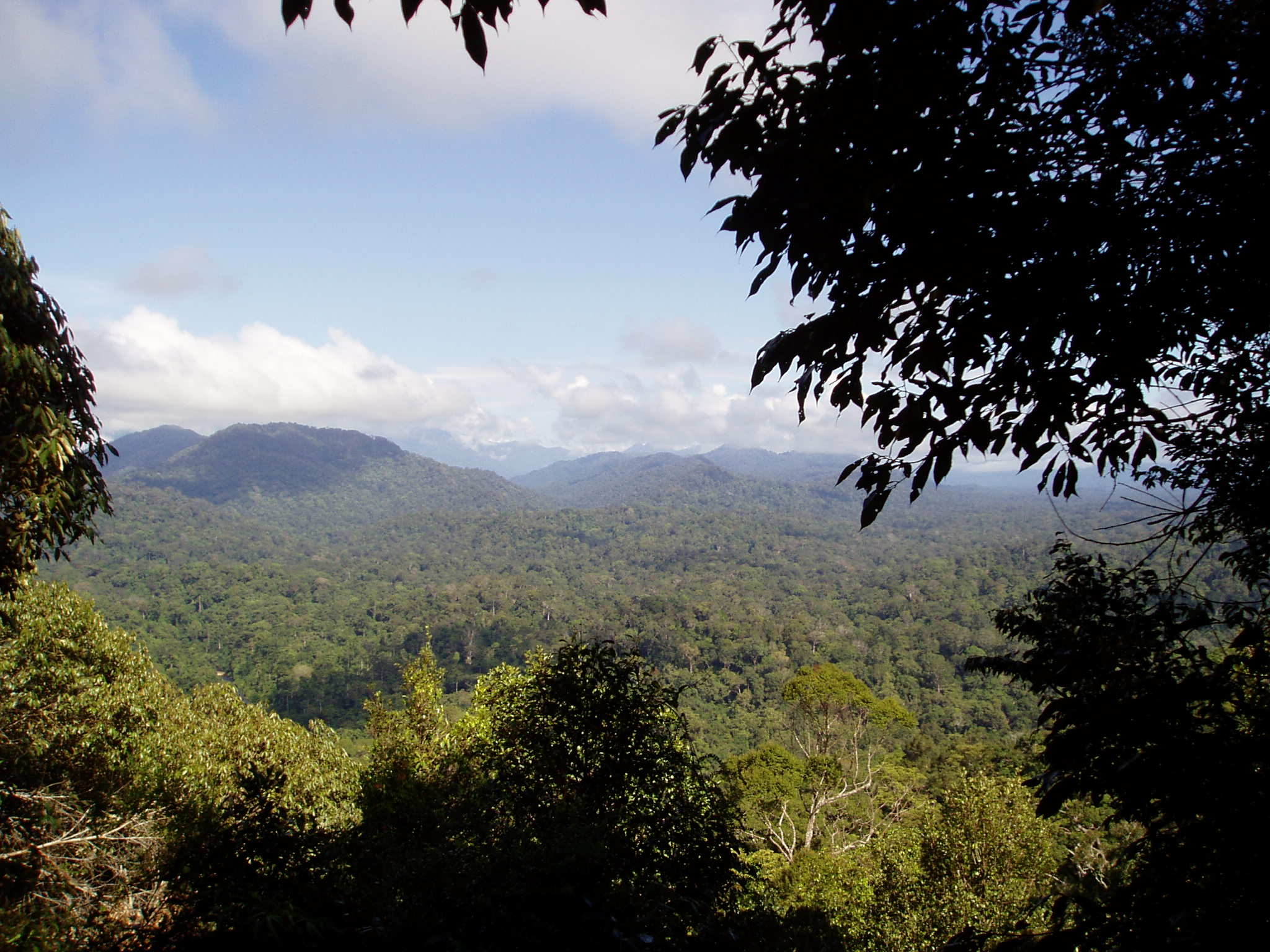
Uitzicht over een regenwoud in Maleisië

Een regenwoud is een bebost ecosysteem waarin veel regen valt, het gehele jaar door. Als minimum wordt 1700 tot 2500 millimeter regen aangehouden voor een regenwoud, met een bepaald minimum per maand: als de regen ongelijk over het jaar verdeeld is kan sprake zijn van een moessonwoud. Een nevelwoud kan even nat zijn als een regenwoud, maar het water komt in een andere vorm.
Regenwouden worden gekenmerkt, naast de grote hoeveelheid regen, door levensgemeenschappen met een zeer hoge biomassa en een zeer hoge jaarlijkse primaire productie en met een hoge biodiversiteit. Dergelijke hoge biodiversiteit, met een groot aantal planten- en diersoorten, is kenmerkend voor veel oerbossen of oerwouden.

## Voorkomen
Regenwoud kan worden aangetroffen zowel in gematigde als in tropische klimaten.
De grootste tropische regenwouden zijn het Amazoneregenwoud in het Amazonebekken, de Congolese regenwouden in Centraal-Afrika en de regenwouden in Indonesië.
Gematigde regenwouden komen voor in Noord- en Zuid-Amerika, in Oceanië, in voormalig Joegoslavië, in Georgië, in China en in Japan.
Cambodja bestaat voor ongeveer 52% uit regenwouden. Het eiland Saba is begroeid met secundair regenwoud. Het centrale plateau in het zuiden van India kent een begroeiing van palmbomen met regenwoud naar de regenachtige zuidwestkust toe. De regenwouden beslaan ongeveer 14% van de totale landoppervlakte.

## Gebruik en bedreiging

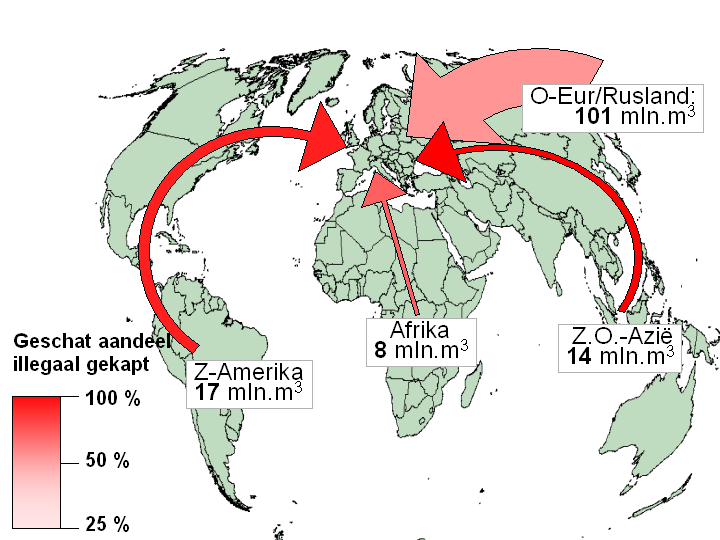
Houthandel vanuit de werelddelen met de Europese Unie inclusief het geschatte percentage illegaal gekapt hout (schattingen op jaarbasis volgens www.wwf.be/OECD).

De onderste vegetatielagen (kruid- en struiklaag) in regenwouden zijn vaak beperkt door het gebrek aan zonlicht dat de bodem bereikt. Dit maakt het mogelijk voor mens en dier om door het regenwoud te lopen. Als het bladerdak van de boomlagen om wat voor reden dan ook vernietigd of uitgedund is, kan het zonlicht wel de grond bereiken en ontstaat daar door versnelde biologische afbraak al snel een jungle, een ondoordringbaar woud van klimplanten, struiken en kleine bomen.
Er wordt veel regenwoud gekapt, waardoor de hoeveelheid regenwoud snel afneemt. In de jaren 90 van de twintigste eeuw is de hoeveelheid regenwoud naar schatting afgenomen met circa 58.000 km² per jaar. Tijdens het Paleoceen was bijna de hele aarde bedekt door (tropische) regenwouden, inmiddels is dat 6%. Anderzijds zijn er ook perioden geweest, bijvoorbeeld tijdens de ijstijden, waarin de oppervlakte van de regenwouden een fractie was van de huidige.
Met de kapsnelheid van het begin van de 21e eeuw zal de rest van de regenwouden mogelijk halverwege de 21e eeuw verdwenen zijn. Deze laatste inschatting wordt bestreden gezien de snelle groei van nieuw (tropisch) secundair regenwoud in gekapte gebieden. Daar staat tegenover dat de natuurwaarde van dit secundair bos veel geringer is dan die van primair bos.
Door het kappen van regenwouden sterven per jaar mogelijk meer dan 50.000 diersoorten uit.
De CO2-opslag van regenwouden is echter sedert de jaren 1990 gestadig afgenomen. Gevreesd wordt dat een deel van de regenwouden niet langer CO2 gaan opnemen (koolstofput), maar eerder gaan uitstoten.